# Vasiľ Hopko
Blahoslavený Vasiľ Hopko (21. dubna 1904, Hrabské, okres Bardejov – 23. července 1976, Prešov) byl slovenský řeckokatolický duchovní, pomocný biskup prešovské eparchie (1947–1976). Ve 30. letech 20. století působil také jako první řeckokatolický farář v pražském kostele sv. Klimenta.

## Život

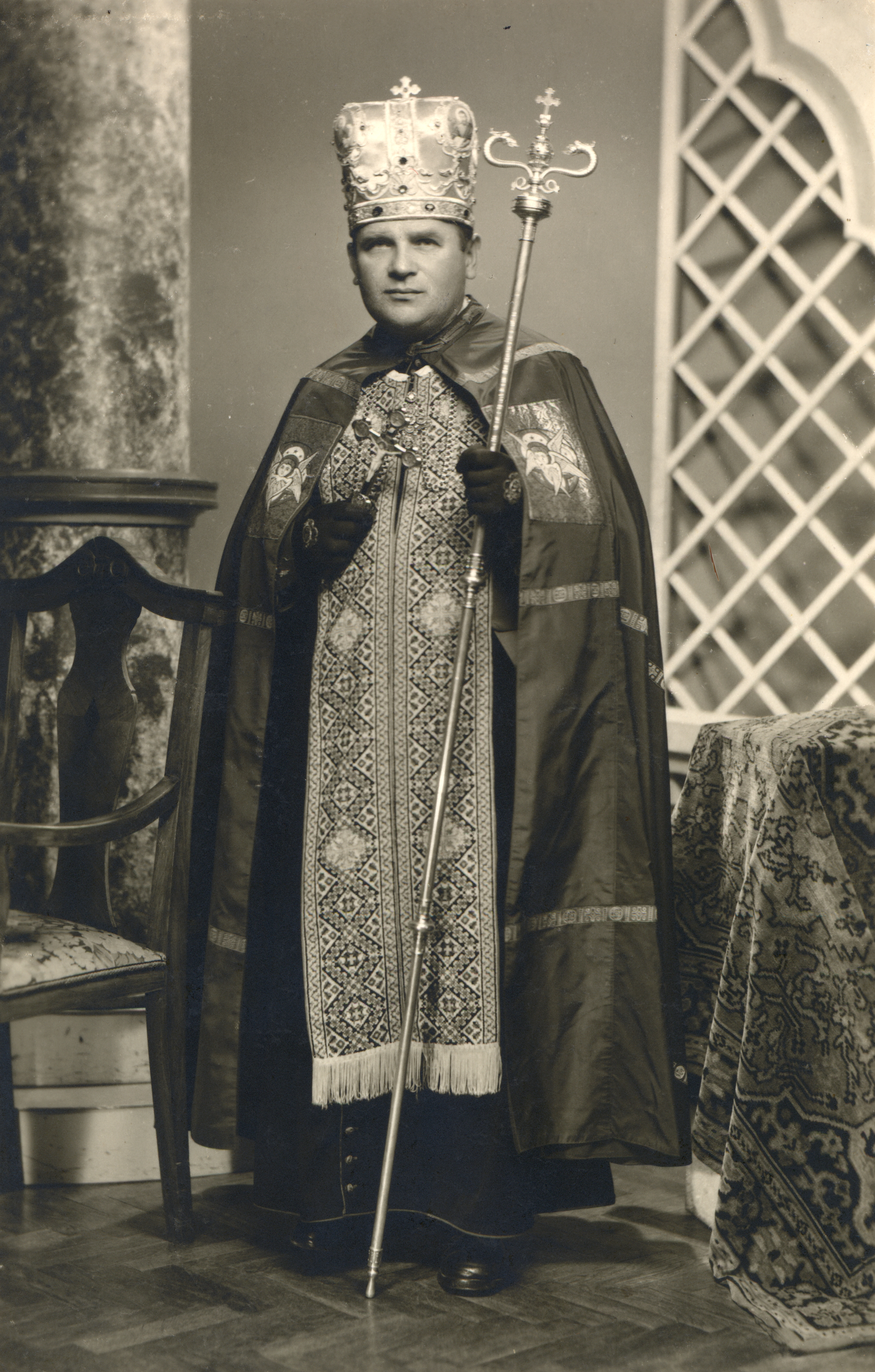
Fotografie bl. Vasiľa Hopka z roku 1947

Jako novokněz byl od roku 1929 administrátorem pražských řeckokatolíků. Pracoval na zřízení řeckokatolické farnosti v Praze, řeckokatolíkům byl nakonec roku 1931 darován kostel sv. Klimenta v Klementinu, farnost byla zřízena o 2 roky později, Vasiľ Hopko se stal jejím prvním farářem.
Roku 1946 jej papež jmenoval pomocným biskupem prešovské eparchie, biskupská chirotonie (svěcení) se konala na jaře následujícího roku.
Po násilné likvidaci řeckokatolické církve komunistickým režimem byl nejprve internován a posléze odsouzen ve vykonstruovaném procesu k 15 letům vězení, peněžitému trestu 20 000 Kčs, ztrátě občanských práv na 10 let a propadnutí majetku. Původně měl být souzen v procesu Buzalka a spol. společně s biskupy Buzalkou, Gojdičem a Vojtaššákem, ale byl brutálním mučením natolik poznamenán, že nemohl být zařazen do veřejného procesu, takže byl souzen samostatně a tajně. Prošel nejkrutějšími komunistickými věznicemi (mimo jiné Mírovem a Leopoldovem). V průběhu věznění mu bylo nabídnuto (stejně jako biskupu Gojdičovi) propuštění a post patriarchy pravoslavné církve v Československu, pokud přestoupí k pravoslaví a stvrdí jeho spojení s řeckokatolickou církví, nicméně toto on odmítl.

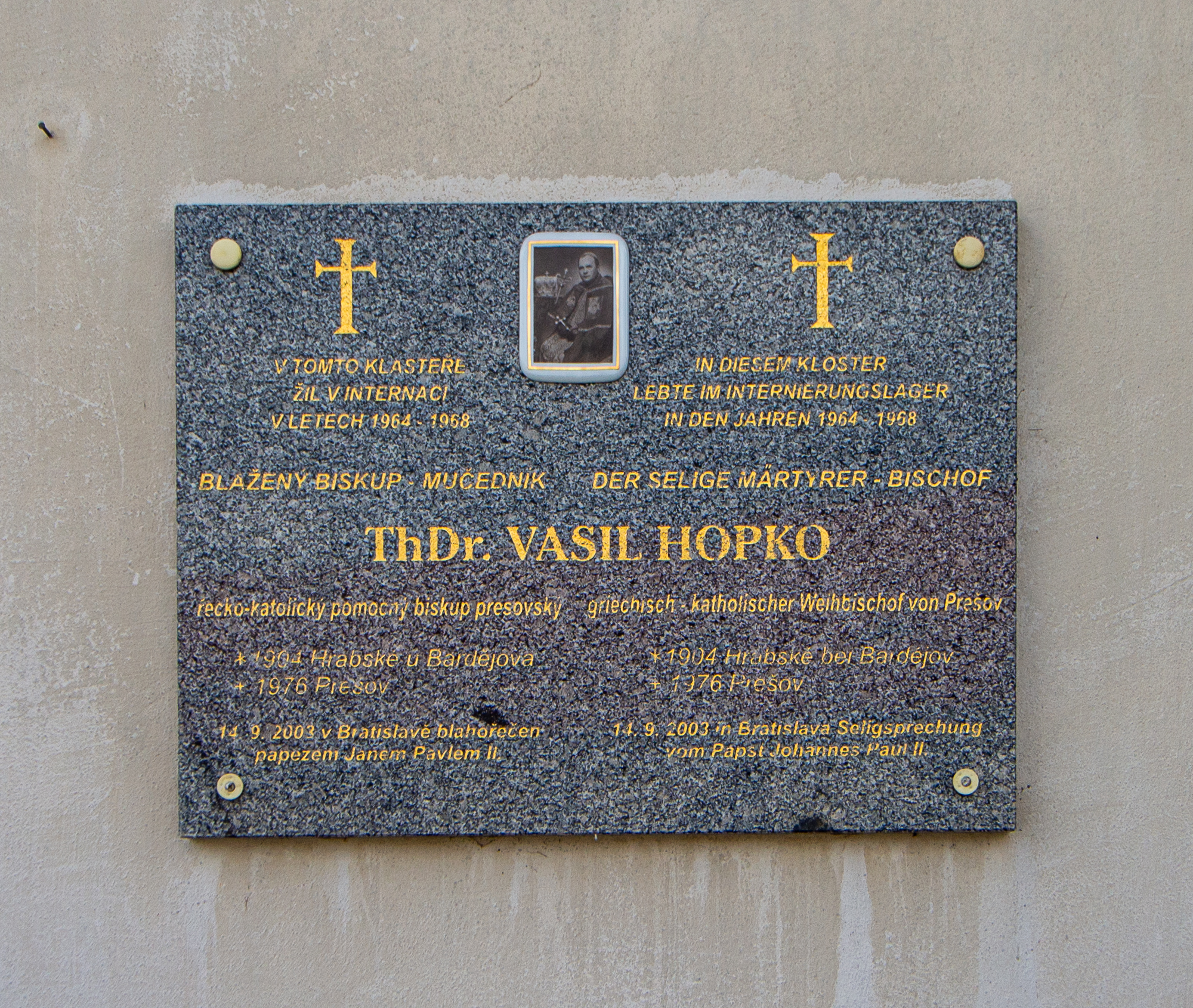
Pamětní deska v oseckém klášteře

V roce 1964 byl propuštěn a další 4 roky internován v charitním domově v tehdy zrušeném klášteře v Oseku. V roce 1968 se ujal znovu povinností pomocného biskupa prešovské eparchie, ale vězením zničené zdraví a později i opět zesílená perzekuce ze strany komunistického režimu značně omezovaly jeho činnost. V letech 1972–1973 šlo dokonce o jediného oficiálně působícího biskupa na Slovensku. Jeho žádost o rehabilitaci byla za normalizace odmítnuta.

## Smrt a beatifikace
Zemřel 23. července 1976 v Prešově a byl pochován v kryptě katedrálního chrámu sv. Jana Křtitele tamtéž. 
V neděli 14. září 2003 jej papež sv. Jan Pavel II. prohlásil za blahoslaveného.

## Literární tvorba
- Grekokatoličeskaja cerkov 1646–1946, Prešov 1946
- J. E. Pavel Gojdič, ČSVV, jepiskop prjaševskij, Prešov 1947 (spoluautor)
- Christos posredi nas, Prešov 1947
- Christos v nas, Prešov 1948